# Trinidad (Santa Bárbara)
Pour les articles homonymes, voir Trinidad.
Trinidad est une municipalité du Honduras, située dans le département de Santa Bárbara. Elle comprend 23 villages et 97 hameaux. Elle est fondée en 1794.

## Source de la traduction
- (en) Cet article est partiellement ou en totalité issu de l’article de Wikipédia en anglais intitulé « Trinidad, Santa Bárbara » (voir la liste des auteurs).